# Plácido Monsores
Plácido Assis Monsores, mais conhecido apenas como Plácido Monsores (Rio de Janeiro, 4 de outubro de 1912 — Rio de Janeiro, 2 de julho de 1977), foi um treinador e ex-futebolista brasileiro, que atuou como atacante.
Plácido Monsores foi, junto com Belfort Duarte e outros, um dos alicerces do futebol do America em seus primórdios, tendo feito 195 gols pelo clube rubro.

## Carreira

### Como jogador
Defendeu o Bangu de 1931 a 1934, e o America-RJ de 1935 a 1943. Jogou ainda no CA Ypiranga de São Paulo entre 1943 e 1944, e encerrou a carreira no Bangu, em 1945.

### Como treinador
Após encerrar a carreira no clube em que começou a jogar, Plácido Monsores partiu dali mesmo na profissão de treinador. Treinou o Bangu em 5 oportunidades: de 1945 a 1946, 1964 e de 1967 a 1969. Também treinou o Madureira, de 1947 a 1964, o Campo Grande, em 1962, e o America-RJ, em 1956.

## Títulos
Bangu
- Campeonato Carioca: 1933

America
- Campeonato Carioca: 1935